# Ciro de Panópolis
Ciro de Panópolis  o Flavio Tauro Seleuco Ciro  (fl. 426-441) fue un político, militar, poeta épico y filósofo del Imperio Romano de Oriente originario de Panópolis, en Egipto. Vivió en Constantinopla durante el reinado de Teodosio II y fue cónsul en el año 441.

## Vida
Como autor de encomios, epigramas y poemas épicos, Ciro disfrutó de la protección de la emperatriz Elia Eudoxia. Tras ocupar varios puestos burocráticos en el palacio, hacia el año 426 Ciro asumió por primera vez el puesto de prefecto urbano de Constantinopla. Sus poderes se ampliaron con su nombramiento como prefecto pretoriano del Este en el mes de noviembre, lo que le convirtió en el segundo hombre más poderoso del Imperio, tras el propio emperador Teodosio II. Ciro fue el primer prefecto urbano que utilizó como lengua oficial de sus decretos el griego, en vez del latín. Se esforzó considerablemente en mejorar y embellecer Constantinopla, introduciendo iluminación en las calles, restaurando varios edificios, entre ellos las murallas de la ciudad, y erigiendo una iglesia a la Madre de Dios (Theotokos) en un distrito que más tarde llevó su nombre. Impulsó también la universidad de Constantinopla. Sus obras públicas lo hicieron muy popular: según el cronista Zonaras, cuando la gente vio reparados los muros de la ciudad en tiempo récord, exclamaron «Constantino los construyó, Ciro los ha restaurado». Esta comparación disgustó al emperador, que en agosto de 441 destituyó a Ciro de todos sus cargos.
Acusado de una supuesta simpatía por el paganismo, tuvo que exiliarse a Frigia, donde se ordenó como sacerdote, convirtiéndose en obispo de Cotieo en el año 443. La elección del lugar donde se exilió no fue casual: los habitantes de Cotieo habían asesinado a cuatro de los anteriores obispos. Regresó a la vida secular tras la muerte de Teodosio en el año 450, y volvió a Constantinopla. Al parecer, se le perdonó y recuperó su fortuna, gran parte de la cual gastó en obras de caridad hasta su muerte, durante el reinado del emperador León. En esa época, hacia el año 460, Ciro trabó amistad con san Daniel el Estilita, después de que éste liberase a su hija pequeña, Alejandra, de un espíritu maligno. El santo repitió el milagro algunos años después con la hija mayor de Ciro.